# De Delftse Pauw

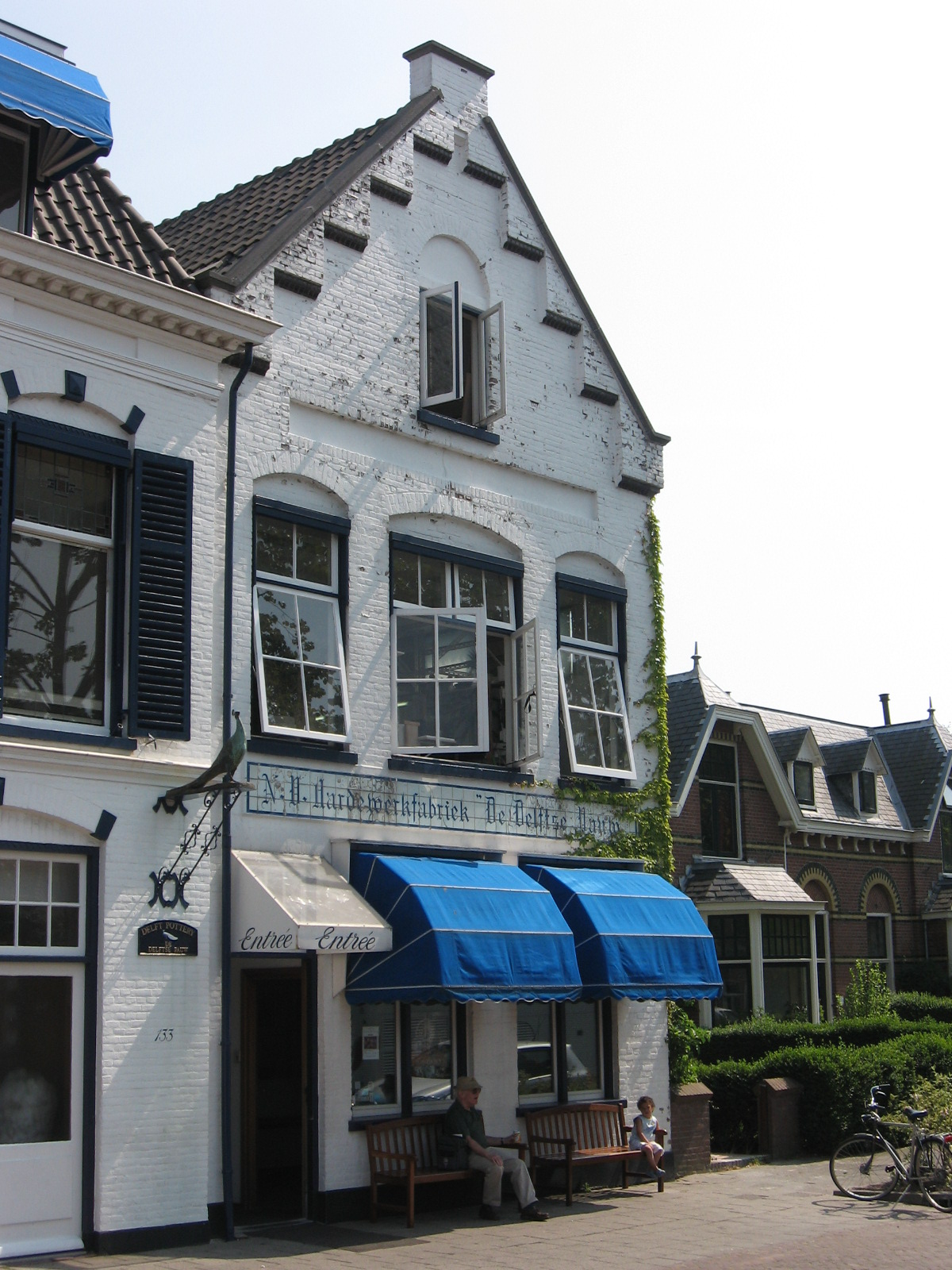
De Delftse Pauw

De Delftse Pauw was van 1954 tot 2021 een aardewerkfabriek gevestigd in de Nederlandse provincie Zuid-Holland, in Rijswijk aan de Delftweg langs de Delftsche Vliet. Dit is ten noorden van het centrum van Delft nabij de gemeentegrens met Rijswijk. Het was een van de weinige aardewerkfabrieken die de traditie van volledig handgeschilderd Delfts aardewerk bleef voortzetten.
De fabriek is vernoemd naar plateelbakkerij De Pauw die werd opgericht in 1651 met als doel door de vervaardiging van majolica een antwoord te bieden op de import van het Chinese porselein. Deze was een van de 32 fabrieken in Delft die in de 17e eeuw aardewerk produceerden, nadat de biernijverheid tanende was geraakt en veel aardewerkfabrieken zich in de bedrijfspanden daarvan vestigden. Later verhuisde de fabriek naar de locatie aan de Vliet.
De Delftse Pauw trok jaarlijks ongeveer 80.000 bezoekers.  In 2020 ging de fabriek als gevolg van een sterke afname van het aantal bezoekers door de coronacrisis failliet.